# Bornheim
För andra betydelser, se Bornheim (olika betydelser).
Bornheim är en stad i Rhein-Sieg-Kreis i Regierungsbezirk Köln i förbundslandet Nordrhein-Westfalen i Tyskland.

## Stadsdelar
Bornheim består av 14 stadsdelar.
- Bornheim (med Botzdorf)
- Brenig
- Dersdorf
- Hemmerich
- Kardorf
- Merten
- Rösbergr
- Roisdorf
- Sechtem
- Walberberg
- Waldorf (med Uellekoven)
- Hersel
- Uedorf
- Widdig